# كلية القانون في جامعة إنديانا
كلية القانون في جامعة إنديانا (بالإنجليزية: Indiana University Maurer School of Law)‏ هي كلية قانون، تأسست في 1842، في الولايات المتحدة.